# Wilmot (Arkansas)
Wilmot is een plaats (city) in de Amerikaanse staat Arkansas, en valt bestuurlijk gezien onder Ashley County.

## Demografie
Bij de volkstelling in 2000 werd het aantal inwoners vastgesteld op 786.
In 2006 is het aantal inwoners door het United States Census Bureau geschat op 729, een daling van 57 (-7,3%).

## Geografie
Volgens het United States Census Bureau beslaat de plaats een oppervlakte van 4,8 km², geheel bestaande uit land. Wilmot ligt op ongeveer 33 m boven zeeniveau en ligt aan de Bayou Bartholomew.

## Plaatsen in de nabije omgeving
De onderstaande figuur toont nabijgelegen plaatsen in een straal van 32 km rond Wilmot.